# Władysław Grabski (pneumonolog)
Władysław Grabski (ur. 1943, zm. 27 czerwca 2023)  – polski pneumonolog, prof. dr hab. n. med.

## Życiorys
Obronił pracę doktorską, następnie otrzymał stopień doktora habilitowanego. Został zatrudniony na stanowisku profesora w Katedrze Fizjologii Doświadczalnej i Klinicznej Uniwersytecie Medycznym w Łodzi.
Był profesorem nadzwyczajnym w Katedrze Biomedycznych Podstaw Pielęgniarstwa Uniwersytecie Medycznym w Łodzi.